# Richard D. Ryder
Richard Hood Jack Dudley Ryder (*1940) je britský psycholog, filosof a obhájce práv zvířat. Je známý především jako autor termínu speciesismus (do češtiny někdy překládán jako druhismus), který uvedl roku 1970. Byl také součástí Oxfordské skupiny (skupiny intelektuálů, která kritizovala využívání zvířat, velkochovy a výzkum na zvířatech). Zabýval se především výzkumem chování zvířat. Je autorem řady knih o výzkumu na zvířatech, právech zvířat a moralitě v politice.

## Život
Richard Ryder se narodil v Purbecku (Dorset) jako potomek Dudleyho Rydera, 1. hraběte z Harrowby. Bakalářský titul získal roku 1963 z experimentální psychologie na Cambridgeské univerzitě, následně zkoumal chování zvířat na Kolumbijské univerzitě a diplom z klinické psychologie získal na Edinburské univerzitě. Pracoval jako psycholog v psychiatrické léčebně v Oxfordu. V 80. letech neúspěšně kandidoval do parlamentu a založil skupinu na ochranu zvířat, Liberal Democrats' Animal Protection Group. V rámci kampaní za práva zvířat často také vystupoval v televizi. Doktorát získal roku 1993 na Cambridgeské univerzitě ze sociálních a politických věd. Následně učil na Tulaneově univerzitě v New Orleans, kde rozvinul svou etickou teorii painismu (výraz poprvé použil již roku 1985).

## Obhajoba práv zvířat

### Počátky
Ryder se začal o práva zvířat zasazovat v době, kdy byl o ně zvýšený zájem. Roku 1964 vyšla kniha Ruth Harrisonové Animal Machines (Zvířecí stroje), která kritizovala velkochovy a roku 1965 vyšel první článek o právech zvířat, "The Rights of Animals", jehož autorkou byla spisovatelka Brigid Brophy. Ryderova první iniciativa byla protest proti lovu vyder v Dorsetu, který uspořádal roku 1969. Jako vědec pracující se zvířaty věděl, co se děje v laboratořích, a proto napsal ještě téhož roku tři články do novin The Daily Telegraph. První byl nazván "Rights of Non Human Animals" ("Práva mimolidských zvířat). Brophy jeho články zaregistrovala a dala Ryderovi kontakt na tři postgraduální studenty filosofie z Oxfordu. Patřili mezi ně manželé Godlovitchovi (Roslind a Stanley) a John Harris, kteří psali eseje o právech zvířat.

### Speciesismus
Roku 1970, když ležel ve vaně, jej napadlo slovo speciesismus (česky také druhismus), po vzoru rasismu a sexismu – předsudku na základě morálně irelevantních fyzických odlišností. Rychle proto sepsal leták a rozšířil jej po Oxfordu. Inspirován Darwinem se ptal, proč činíme rozdíly mezi lidskými a ostatními zvířaty, když jsou všechny organismy v jednom fyzickém kontinuu. Argumentoval, že bychom měli tedy také být v jednom morálním kontinuu. Napoprvé neobdržel žádnou odpověď, proto ještě přidal ilustraci šimpanze, experimentálně infikovaného syfilisem. Současně požádal kamaráda Davida Wooda, aby na leták přidal své jméno. Leták znovu rozšířil a tentokrát se již dočkal odpovědí, především od Australana Petera Singera, tehdy ještě studenta filosofie. Ryder proto začal aktivně organizovat setkávání s ostatními zájemci o práva zvířat.
Zformovala se tak Oxfordská skupina, která své sebrané eseje o formujícím se konceptu práv zvířat publikovala roku 1971 v knize Animals, Men and Morals: An Inquiry into the Maltreatment of Nonhumans (Zvířata, lidé a mravnost: Vyšetřování týrání nelidí). Ryderův příspěvek v knize se týkal experimentování na zvířatech. Zatímco v této době existovaly i jiné publikace, které argumentovaly pro soucitné zacházení se zvířaty, tato byla první, která argumentovala jasně pro celkové osvobození zvířat.

### RSPCA
Ještě roku 1971 se Ryder stal členem rady Královské společnosti pro předcházení krutosti na zvířatech (RSPCA) – největší a nejstarší organizace, zasazující se o pohodu zvířat. Pomohl společnost zbavit prvků, podporujících lov a roku 1977 se stal reformujícím a modernizujícím předsedou společnosti (na dva roky). Podařilo se mu zakázat lov vyder a roku 1975 publikoval svou první knihu: Victims of Science (Oběti vědy). Kniha, kritizující experimentaci na zvířatech, byla nazvána "morálně a historicky důležitou," protože významně ovlivnila parlament a vedla k nové britské a evropské legislativě na ochranu zvířat používaných v laboratořích (roku 1986).
V srpnu roku 1977 pomohl Ryder zorganizovat spolu s reverendem Andrew Linzeyem první akademickou konferenci o právech zvířat. Konference probíhala na Trinity College a vznikla na ní Deklarace proti speciesismu, kterou podepsalo 150 lidí. Konference, nazvané The Rights of Animals (Práva zvířat), se zúčastnili i filosofové jako Tom Regan a Stephen Clark, spisovatelky Brigid Brophy a Ruth Harrison, zakladatel organizace Compassion In World Farming Peter Roberts, ale také další aktivisté jako Clive Hollands, Kim Stallwood nebo lord Houghton ze Sowerby. Peter Singer, který o dva roky dříve vydal převratnou knihu Osvobození zvířat (ve které zpopularizoval termín speciesismus, definovaný jako "předsudek či zkreslený postoj, upřednostňující zájmy vlastního druhu oproti zájmům zástupců druhů jiných"), se konference nezúčastnil, čehož poté litoval. Konference byla jednou z událostí, které stály u zrodu hnutí za práva zvířat. Ve Spojených státech hnutí spustila konference uspořádaná roku 1981 Alexem Hershaftem.

### Painismus
Roku 1990 Ryder vytvořil termín painismus (angl. painism, od slova pain – bolest) pro označení postoje, který zastával: že všechny bytosti, které jsou schopné cítit bolest, mají mít práva. Jedná se o teorii, která se podle něj nachází mezi Singerovým utilitariánstvím a Reganovým deontologickým argumentem pro práva zvířat. Kombinuje totiž utilitariánský názor, že morální status má vycházet ze schopnosti cítit bolest s filosofií práv zvířat, která zakazuje využívat ostatní jako prostředky k dosahování cílů. Ryder přitom kritizuje části obou těchto přístupů: Reganovo kritérium pro inherentní hodnotu (podle Rydera mají inherentní hodnotu všechny bytosti, které cítí bolest) a Singerův utilitariánský pohled, že vykořisťování jiných lze ospravedlnit, pokud je jím získáno větší potěšení. Podle Rydera by bylo možné pomocí utilitariánství ospravedlnit znásilnění jedné oběti více pachateli, pokud by celkový součet vzniklého potěšení byl vyšší než utrpení vzniklé na oběti. Ryder netvrdí, že bychom měli jednat se všemi živočichy stejně ve všech situacích, ale měli bychom tak činit, co se otázky způsobování utrpení týče.

### Média
Roku 2012 Ryder vystoupil ve filmu Speciesismus, kde popisuje, jak vytvořil slovo speciesismus a vysvětluje princip painismu.